# Siegfried Melinski
Siegfried Melinski (* 17. März 1915 in Osterode; † 25. Mai 1973 in Berlin) war ein Politiker des GB/BHE im Baden-Württembergischen Landtag.

## Leben und Beruf
Melinski war ein Heimatvertriebener, der nach dem Zweiten Weltkrieg in Baden-Württemberg im Staatsdienst arbeitete. Er war Oberregierungsrat in Waiblingen und engagierte sich als Vorsitzender in der Siedlergemeinschaft „Selbsthilfe“.
1952 wurde er über die Landesliste für den Wahlkreis Waiblingen in den 1. Landtag von Baden-Württemberg gewählt. Gegen ihn wurde jedoch wegen Beihilfe zum Meineid ermittelt und er wurde trotz Gnadengesuch und Gesprächen mit dem Ministerpräsidenten Gebhard Müller aus dem Staatsdienst entlassen (1957). Bereits am 2. Juni 1953 hatte er sein Mandat niedergelegt.
Heinrich Mühl rückte am 9. Juni 1953 für Melinski als Abgeordneter in den baden-württembergischen Landtag nach.